# Дискографија групе Rammstein
Дискографија Рамштајна се састоји од 8 студијских албума, 3 лајв албума, 6 видео албума и 32 синглa. Списак албума и песама немачког метал бенда Рамштајн, сложено по години изласка.
1995. Herzeleid
1. Wollt ihr das Bett in Flammen sehen? (Желиш ли да видиш кревет у пламену?) – 5:17
2. Der Meister (Господар) – 4:08
3. Weißes Fleisch (Бело месо) – 3:35
4. Asche zu Asche (Пепео пепелу) – 3:51
5. Seemann (Морнар) – 4:48
6. Du riechst so gut (Тако добро миришеш) – 4:49
7. Das alte Leid (Стара Туга) – 5:44
8. Heirate mich (Ожени ме) – 4:44
9. Herzeleid (Срцебол) – 3:41
10. Laichzeit (Време за размножавање) – 4:20
11. Rammstein – 4:25

1997. Sehnsucht
1. Sehnsucht (Чежња) – 4:06
2. Engel (Анђео) – 4:26
3. Tier (Звер) – 3:49
4. Bestrafe mich (Казни ме) – 3:37
5. Du hast (Имаш) – 3:57
6. Bück dich (Савиј се) – 3:24
7. Spiel mit mir (Играј са мном) – 4:45
8. Klavier (Клавир) – 4:26
9. Alter Mann (Старац) – 4:26
10. Eifersucht (Љубомора) – 3:37
11. Küss mich (Пољуби ме) – 3:29

2001. Mutter
1. Mein Herz brennt (Моје срце гори) – 4:39
2. Links 2, 3, 4 (Лево 2, 3, 4) – 3:36
3. Sonne (Сунце) – 4:32
4. Ich will (Желим) – 3:37
5. Feuer frei! (Нека гори!) – 3:08
6. Mutter (Мајка) – 4:28
7. Spieluhr (Музичка кутија) – 4:46
8. Zwitter (Хермафродит) – 4:17
9. Rein, raus (Унутра, Ван) – 3:10
10. Adios – 3:48
11. Nebel (Магла) – 4:54

2004. Reise, Reise
1. Reise, Reise – 4:45
2. Mein Teil (Мој део) – 4:32
3. Dalai Lama (Далај Лама) – 5:38
4. Keine Lust (Без пожуде) – 3:42
5. Los (Губитак) – 4:25
6. Amerika (Америка) – 3:46
7. Moskau (Москва) – 4:16
8. Morgenstern (Јутарња звезда) – 3:59
9. Stein um Stein (Камен по камен) – 3:56
10. Ohne dich (Без тебе) – 4:32
11. Amour (Љубав) – 4:50

2005. Rosenrot
1. Benzin (Бензин) 3:46
2. Mann gegen Mann (Човек против човека) 3:51
3. Rosenrot (Црвена Ружа) 3:55
4. Spring (Скок) 5:25
5. Wo bist du? (Где си ти?) 3:56
6. Stirb nicht vor mir / Не умри пре мене (feat. Sharleen Spiteri) 4:06
7. Zerstören (Уништено) 5:29
8. Hilf mir (Помози ми) 4:44
9. Te quiero puta! (Желим те, курво!) 3:56
10. Feuer und Wasser (Ватра и вода) 5:13
11. Ein Lied (Песма) 3:44